# Фонтан Мавра
Фонтан Мавра (італ. Fontana del Moro) — один з трьох фонтанів на П'яцца Навона в Римі.

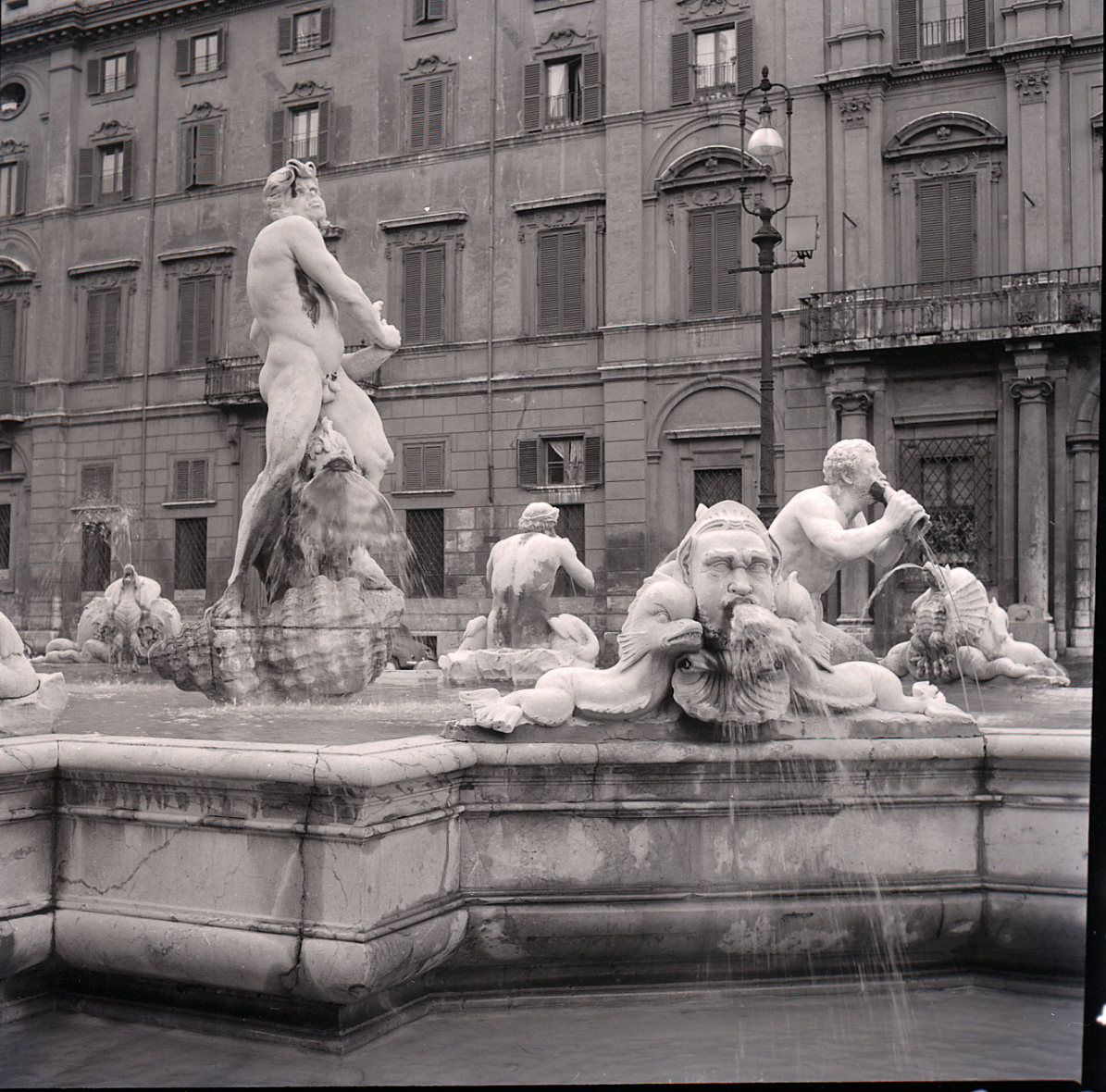
Фото Паоло Монті, 1960

Розташований на півдні П'яцца Навона та центрального фонтану чотирьох річок побудованого Берніні. Побудований відомим архітектором Джакомо делла Порта у 1574 — 1576 роках та містить чотири скульптури тритонів.

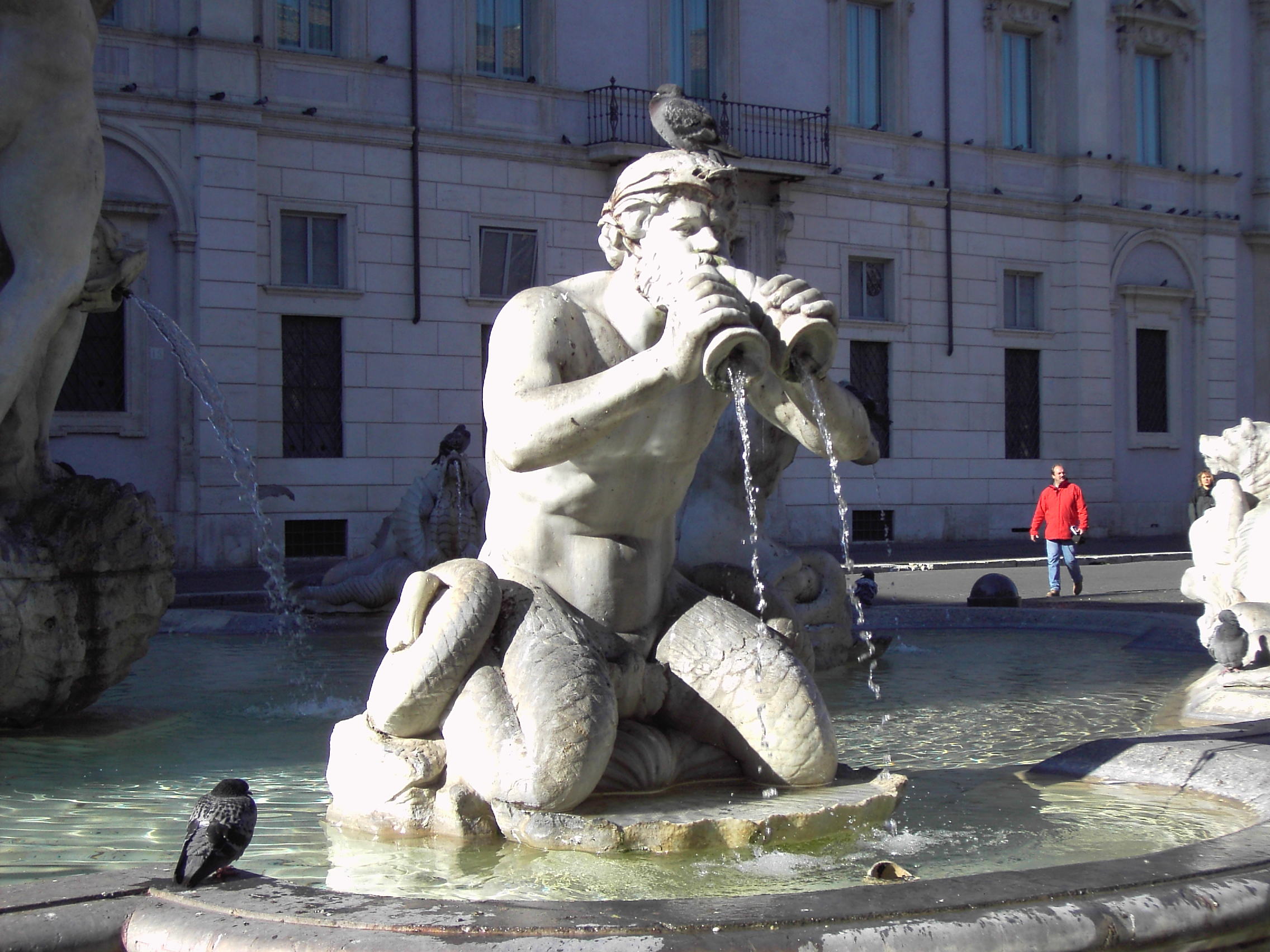
Одна з чотирьох фігур тритонів фонтану.

У 1654 році перероблений Берніні за замовленням Олімпії Майдалхіні. Берніні промістив у фонтан центральну фігуру мавра — «il Moro», який бореться із дельфіном.
Оригінальні фігури із фонтану створені Берніні перебувають у парку Вілли Боргезе.